# Dipsastraea vietnamensis
Espèce
Dipsastraea vietnamensis est une espèce de coraux appartenant à la famille des Merulinidae.